# Jaroslaw Mudry
Die Jaroslaw Mudry (russisch Ярослав Мудрый) ist eine U-Jagdfregatte des Projekt 11540 (Neustraschimy-Klasse) der russischen Marine, die seit 2009 in Dienst steht.

## Geschichte
Die spätere Jaroslaw Mudry wurde am 27. Mai 1988 auf der Werft Nr. 820 (heutige Ostseewerft Jantar) in Kaliningrad als Nepristupnyy (russisch Неприступный) auf Kiel gelegt. Der Stapellauf erfolgte im Juni 1990 und die Indienststellung am 19. Juli 2009 mit Heimathafen Baltijsk in der Oblast Kaliningrad, ehemaliges Ostpreußen.
Das Schiff ist nach Jaroslaw I. Wladimirowitsch einem Großfürsten von Kiew benannt.
Ende 2011 war das Schiff im Moray Firth im Norden Schottlands. Im Dezember 2012 wurde das Schiff vor Syrien eingesetzt. Im November 2014 kreuzte das Schiff in einem Verband nordöstlich von Australien.
Im Januar 2021 führte die Jaroslaw Mudry ein Flugköperschießen in der Ostsee durch.